# André Brugiroux
André Brugiroux (Villeneuve-Saint-Georges, Francia; 11 de noviembre de 1937) es un trotamundo y escritor francés que ha visitado todos los países y territorios del mundo entre 1955 y 2005, siendo el último el reino de Mustang. Ha sido llamado "el más grande de los viajeros del siglo XX" en 2007 en el Hit Parade de los Viajeros notables contemporáneos de Jorge Sánchez (http://www.jorgesanchez.es). Ha hecho una película documental sobre sus aventuras. Se ha dedicado también a la misión de dar a conocer el bahaísmo alrededor del planeta.

## Biografía

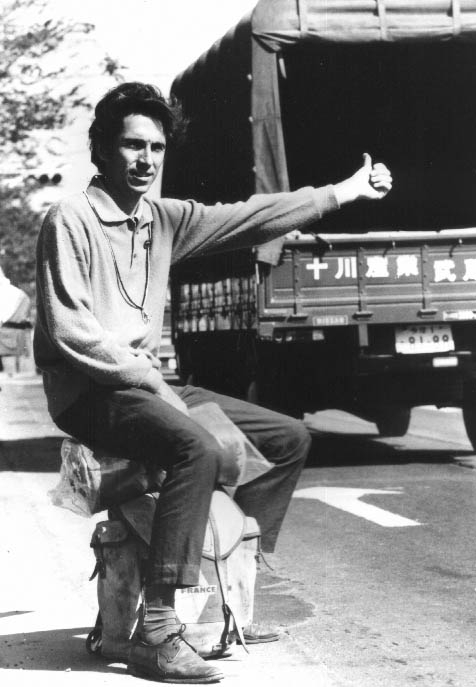
Japón 1970
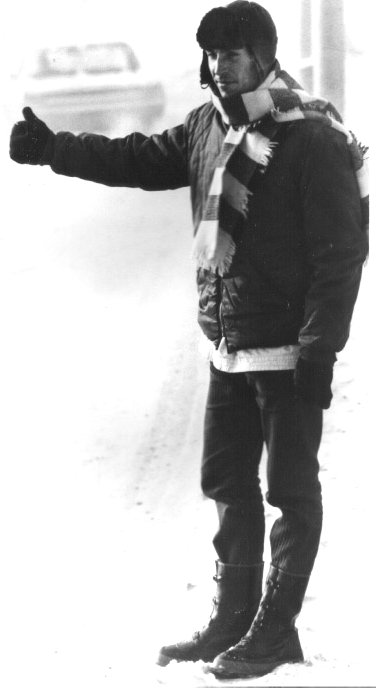
Alaska 1969
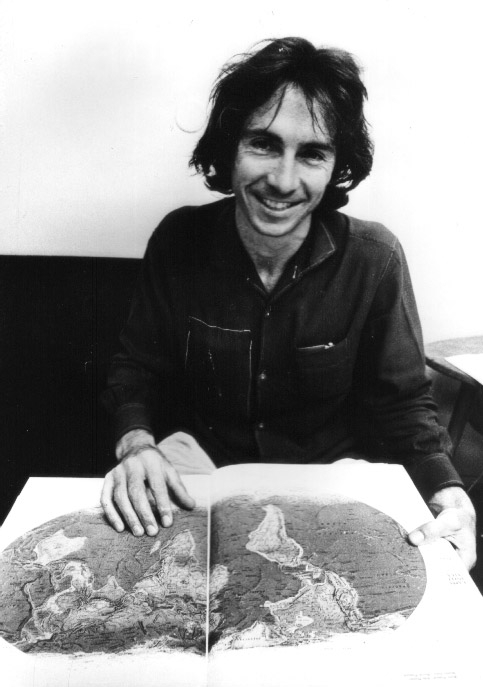
Oslo 1973
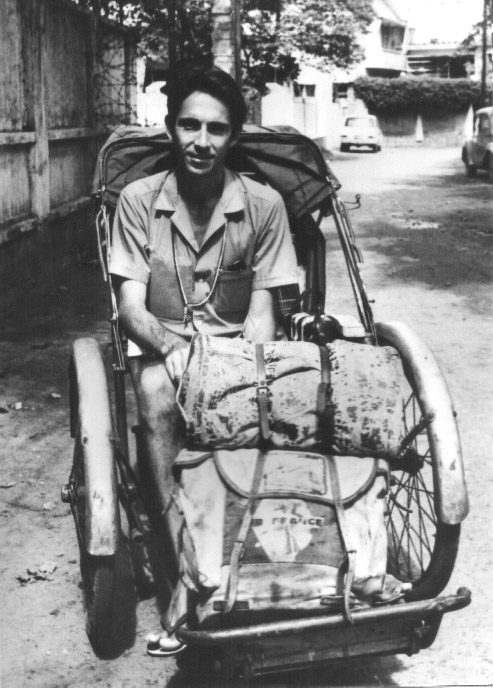
Djakarta 1970

Nacido el 11 de noviembre de 1937 en Villeneuve-Saint-Georges (Francia) de padre ferroviario y de madre contable, Brugiroux ha vivido su niñez en Brunoy, al nordeste del departamento de Seine-et-Oise. Se escolarizó en la escuela Les Mardelles de Brunoy, y después estudió en el colegio San Agustín de Montgeron. La falta de trabajo en la pequeña hacienda familiar de Langeac (Haute-Loire) llevó a su padre a trasladarse a la región parisina.
Por cierto, no fue su padre quien le incitó a viajar. Fue más bien su madre, que había hecho algunas excursiones antes de casarse, quien le transmitió involuntariamente el deseo de la aventura y le procuró la clave para desenvolverse con ingenio durante su futura vida viajera al inscribirlo en los boy-scouts. El apodo que le dieron le cae como anillo al dedo:  garduña (por su astucia, como la de este mamífero) parlanchina (a quien le gusta charlar).
Su infancia ha sido marcada por la guerra y su viaje alrededor del mundo ha tenido por finalidad descubrir si la paz será posible algún día.
La tierra es un solo país, título de su primer libro como así también el de su película, es la conclusión y la idea principal de su primer viaje que duró 18 años (de 1955 a 1973) sin retornar a su hogar hasta su finalización, en los que recorrió 400.000 km en autostop a través de 135 países de todos los continentes.

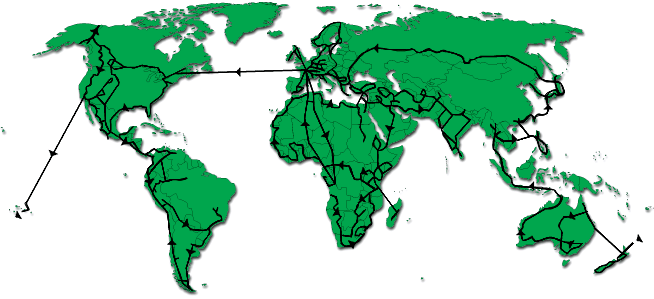
Vuelta al mundo (400.000 km en autostop) 1955-1973
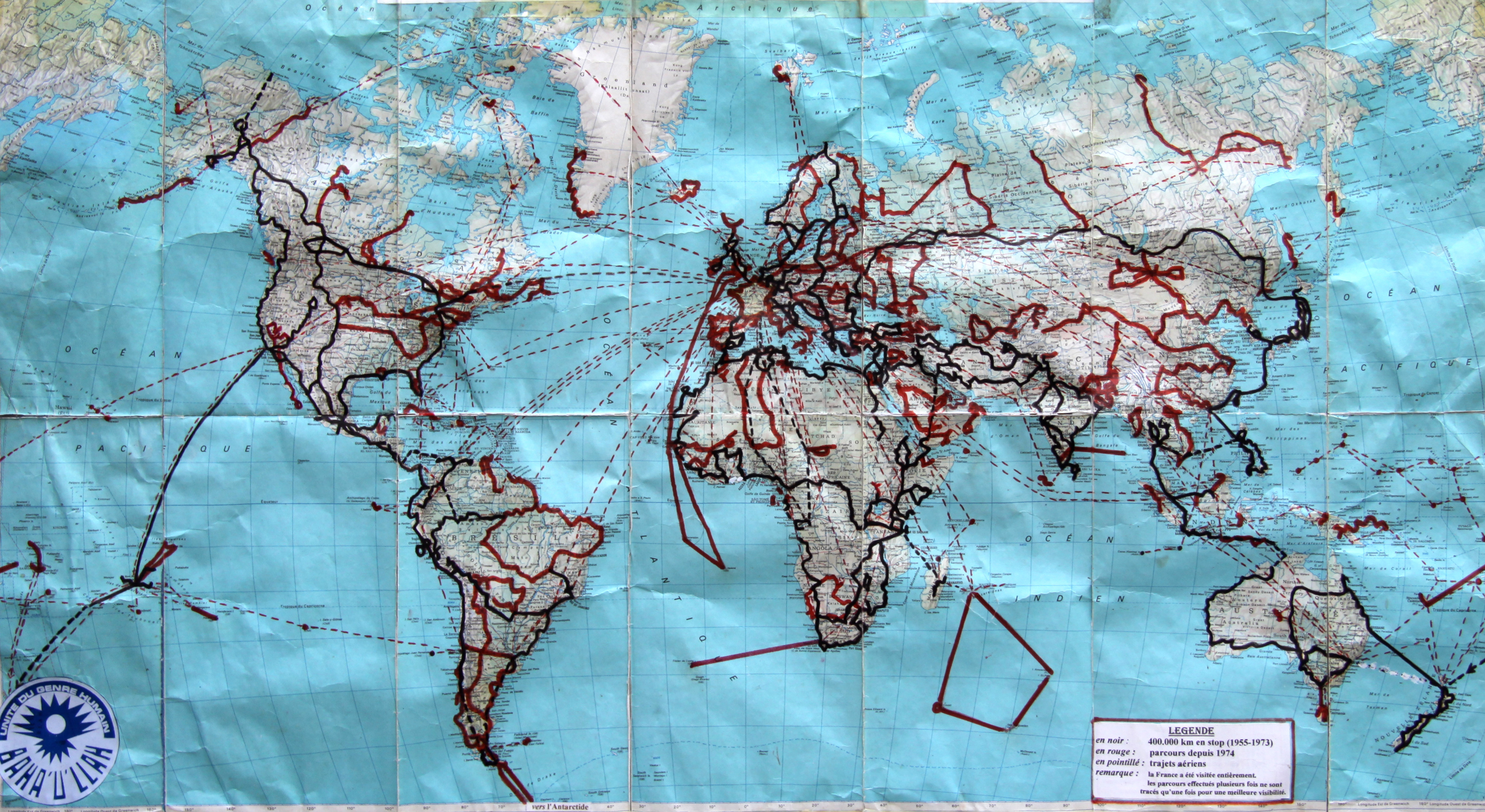
Recorrido total (entre 1955 y 2015)

Partió en 1955, a la edad de 17 años, con un diploma de la escuela de hostelería de Paris y 10 francos en el bolsillo, trabajando primero 7 años en Europa para aprender idiomas, aceptando cualquier empleo. Entre las temporadas en que vivió en España y Alemania Federal, Brugiroux tuvo que hacer el servicio militar en el Congo francés (1958-1959). 
Luego, después de haber ahorrado durante 3 años suficiente dinero desempeñándose de traductor en Canadá (de 1965 a 1967), ha podido recorrer el planeta mediante 6 años sin necesidad de trabajar.
Ha viajado únicamente "a dedo" (por carretera y también en aviones, barcos y yates), gastando sus ahorros con un promedio de 1 dólar por día. 
Durante su odisea fue encarcelado 7 veces, su vida sufrió riesgo de muerte varias veces, fue deportado, robado... Vivió un tiempo en el hospital del doctor Schweitzer en Lambaréné (Gabón) y con los hippies de San Francisco, con los cortadores de cabezas en Borneo, con los monjes budistas en Bangkok, pudo estudiar en una escuela de yoga de la India y trabajar en un kibutz de Israel, conoció también el tráfico de piedras preciosas en Ceilán, los campos de refugiados en Camboya, etc.
Mientras viajaba "a dedo" descubrió y aceptó la idea enunciada en el siglo XIX por un persa llamado Bahá'u'lláh: "la tierra es un solo país y todos los hombres son sus ciudadanos". Y finalmente volvió con una visión nueva de la historia.
Después de haber publicado su primer libro, montado su película-conferencia y haber recuperado su salud, Brugiroux se puso de nuevo a viajar con un objetivo doble esta vez: el deseo de descubrir los países y sus pueblos que no había podido conocer antes y la voluntad de compartir el mensaje mundial bahaí. Efectuó incesantes idas y venidas fuera de Francia de 6 a 8 meses cada año durante 30 años, mezclando conferencias y turismo. Igualmente recorrió todas las regiones de Francia. 
Se casó en 1984 con Rinia Van Kanten, una socióloga de Surinam a quien conoció en Cayena, en la Guayana Francesa. Su hija se llama Natascha.
En 2005, al visitar los osos polares de la bahía de Churchill en Manitoba (Canadá), Brugiroux estimó haber cumplido su sueño. 
Desde entonces, no ha parado de viajar para ir puliendo sus conocimientos y compartir sus convicciones. En 2007, celebró sus 70 años en la isla de Socotra (Yemen) acompañado por auténticos trotamundos. En 2008, vivió un cuento de la Mil y Una Noche en el último de los reinos prohibidos: Arabia Saudí. En 2009, en Siberia, descendió el río Lena y recorrió la ruta de los huesos de Yakoutz a Magadan con los más grandes viajeros del planeta.  
En 2011, fue a visitar el último país creado del mundo: Sudán del Sur.
En 2013, alcanzó finalmente Tristan da Cunha, la isla más aislada del mundo. Desde entonces, ha sido clasificado « el más grande de los viajeros en vida » en 2015 sobre la lista de Sascha Grabow GreatestGlobetrotters.com, en Alemania y en 2016 sobre la de Harry Mitsidis Thebesttravelled, in Gran Bretaña.
- Japón 1970
- Alaska 1969
- Oslo 1973
- Djakarta 1970

## Obras
Libros
- La terre n’est qu’un seul pays, 1975, colección « Vécu » Robert Laffont. Reeditado en 2007 por Géorama éditions. 
  - Traducción en inglés One People, One Planet, 1991, Oneworld Oxford, y en español La tierra es un solo país, 1978, Plaza Y Janes, S.A.; Reeditado en 2016 por Alcalá.
- La route et ses chemins, 1978, Robert Laffont, luego publicado bajo el título La route, 1986, éditions Séguier.
- Le prisonnier de Saint-Jean-d'Acre, 1982, Librairie Les Insomniaques. En 2007, Être et Connaître éditions. Prix Saint-Exupéry 1983.
- Les chemins de la paix, 1990, éditions Séguier.
- Les maquisards de Baha – en espera de publicación -
- Bloc-notes d’un enseignant itinérant, 2002, Librairie Bahá'íe (fr)
- Une vie sur la route, 2006, Géorama éditions.
- L’homme qui voulait voir tous les pays du monde, 2014, City éditions.
- Le monde est mon pays, 2016, City éditions.
- Victor Hugo et l'ère nouvelle, 2017, Riveneuve éditions.

Film
- La terre n’est qu'un seul pays – 400.000 km en autostop alrededor del mundo y la civilización mundial, 135 país visitados. Esta película es un documentario vivo, realizado y comentado por el autor. Desde 2005 se encuentra en DVD (en francés y en inglés)

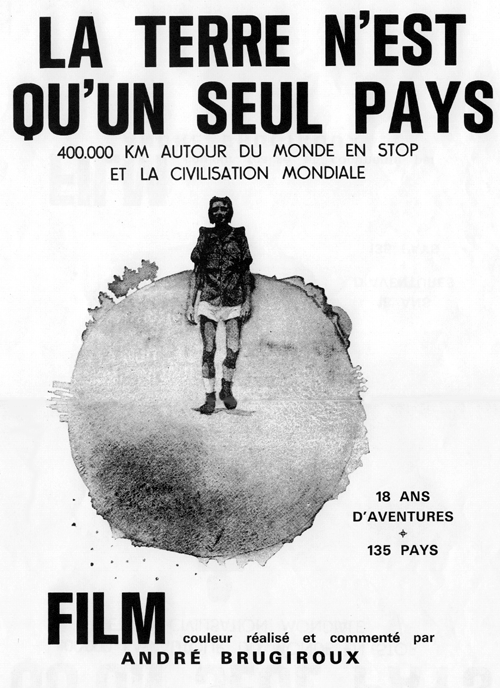
Cartel del film versión francesa
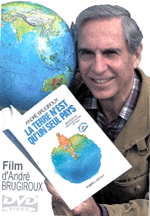
DVD del film "La terre n'est qu'un seul pays"
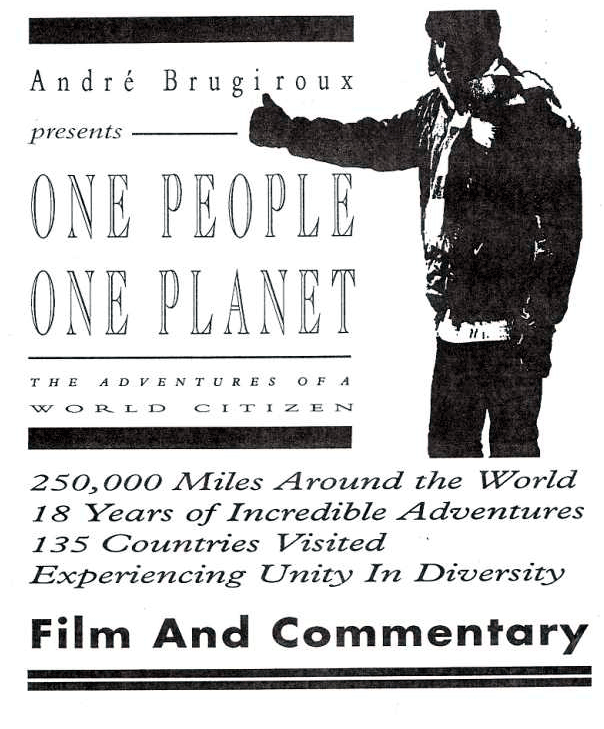
Cartel del film versión inglesa